# Eschbach (Solingen)
Die Hofschaft Eschbach liegt im Nordosten der bergischen Großstadt Solingen. Am westlichen Rande der Hofschaft befinden sich die Bausmühle und der Bauskotten.

## Geographie
Eschbach befindet sich in einer Talsenke an der Mündung des Nümmener Bachs in die Itter am nördlichen Rande des Solinger Stadtteils Wald unweit zum Stadtteil Gräfrath und zur Stadtgrenze zu Haan. Nördlich liegen die Hofschaften Gütchen und Eipaß, östlich der Hof Ehren, südlich befinden sich Buckert und die Bausmühlenstraße, die bergan über Lindersberg und Westersburg nach Wald führt.
Durch Eschbach verläuft der Solinger Klingenpfad.

## Etymologie
Der Name Eschbach, der mindestens schon im späten 15. Jahrhundert bestanden haben muss, ist wahrscheinlich von einem mit Eschen bestandenen Bach (Itter und/oder Nümmener Bach) abgeleitet.

## Geschichte
Die erstmalige Erwähnung von Eschbach erfolgte im Jahre 1492 als eschbacher Hoyff. In der Karte Topographia Ducatus Montani, Blatt Amt Solingen, von Erich Philipp Ploennies aus dem Jahre 1715 ist der Ort mit einer Hofstelle verzeichnet und als Eſchbach benannt. Eschbach gehörte zur Honschaft Itter innerhalb des bergischen Amtes Solingen. Der Bauernhof war dem Kloster Gräfrath zehntpflichtig. Die Abhängigkeit vom Gräfrather Kloster endete vollständig erst im Jahre 1809.
Am 27. September 1775 fertigte der Geometer Johann Peter Stamm von der Hofschaft eine Zeichnung an. Aus dieser lässt sich entnehmen, dass der Ort zu dieser Zeit aus vier Häusern bestand, die Straße über Buckert nach Westersburg trug den volksmundlichen Namen Nachbarenstraße. Im größten der Eschbacher Häuser wohnten damals die Messermacherbrüder Johann Abraham Bick und Christian Bick.
Die Topographische Aufnahme der Rheinlande von 1824 und die Preußische Uraufnahme von 1844 verzeichnen den Ort unbeschriftet bzw. als Eschbach. 1815/16 lebten 30 Einwohner im Ort. 1830/1832 gehörte Eschbach zur Ersten Dorfhonschaft innerhalb der Bürgermeisterei Wald.  Der nach der Statistik und Topographie des Regierungsbezirks Düsseldorf als Hofstadt kategorisierte Ort besaß zu dieser Zeit sieben Wohnhäuser und fünf landwirtschaftliche Gebäude. Zu dieser Zeit lebten 34 Einwohner im Ort, davon vier katholischen und 30 evangelischen Bekenntnisses. Im Gemeindelexikon für die Provinz Rheinland werden 1885 18 Wohnhäuser mit 102 Einwohnern angegeben. 1895 besitzt der Ortsteil 17 Wohnhäuser mit 101 Einwohnern, 1905 werden 15 Wohnhäuser und 95 Einwohner angegeben. Mit der Städtevereinigung zu Groß-Solingen im Jahre 1929 wurde Eschbach ein Ortsteil Solingens. Im Jahre 1940 zählte der Ort insgesamt 14 Häuser.
Nach der Eingemeindung der Stadt Burg an der Wupper nach Solingen 1975 gab es einige doppelte Straßennamen im vergrößerten Stadtgebiet, die zu beseitigen waren. In aller Regel wurden die Burger Straßennamen geändert, einzig die Burger Eschbachstraße (benannt nach dem Eschbach) behielt ihren Namen aufgrund der Vielzahl an gewerblichen Betrieben, die sich an der Straße befanden. Im Gegenzug wurde die Walder Eschbachstraße in Bausmühlenstraße umbenannt.
2014 wurde der Residenzenweg (SGV-Hauptwanderstrecke X7) nach 75-jährigem Verlauf durch den Ort gelöscht.